# Asparagopsis
Asparagopsis, taksonomski priznati rod crvenih algi (Rhodophyta) iz porodice Bonnemaisoniaceae, dio reda Bonnemaisoniales. Postoje tri priznate vrste, sve su morske.
Tipična vrsta Asparagopsis delilei Montagne, sinonim je za Asparagopsis taxiformis, alga koja je prvi puta opisana kao Fucus taxiformis Delile. Fucus je rod kromista iz porodice Fucaceae

## Vrste
1. Asparagopsis armata Harvey
2. Asparagopsis svedelii W.R.Taylor
3. Asparagopsis taxiformis (Delile) Trevisan